# Liste der denkmalgeschützten Objekte in Warth (Niederösterreich)
Die Liste der denkmalgeschützten Objekte in Warth enthält die 4 denkmalgeschützten, unbeweglichen Objekte der Gemeinde Warth im niederösterreichischen Bezirk Neunkirchen.

## Denkmäler
| Foto |                 | Denkmal                                                                           | Standort                                 | Beschreibung | Metadaten |
| ---- | --------------- | --------------------------------------------------------------------------------- | ---------------------------------------- | --- | --- |
| ja   | Datei hochladen | Kath. Pfarrkirche hl. Martin und Friedhofsmauern HERIS-ID: 80368 Objekt-ID: 94101 | neben Dorfstraße 16 Standort KG: Haßbach | Ein romanischer Saalbau mit Rechteckchor und gotischem Westturm. Pfarre 13./14. Jahrhundert, im 16. Jahrhundert verödet, 1784 wieder eingerichtet, 1683 Zerstörung, 1686 Wiederaufbau, 2. Hälfte des 19. Jahrhunderts Veränderungen (Anbauten im Süden, 1870 Oratorium über der Sakristei, 1884 Portalerweiterung), 1977 die vor 1620 errichtete Gruft der Herren von Wurmbrand-Stuppach im Langhaus aufgedeckt, anschließend wieder verschlossen. | BDA-Hist.: Q38173547 Status: § 2a Stand der BDA-Liste: 2025-06-30 Name: Kath. Pfarrkirche hl. Martin und Friedhofsmauern GstNr.: .1 Pfarrkirche Haßbach |
| ja   | Datei hochladen | Pfarrhof HERIS-ID: 34044 Objekt-ID: 31937                                         | Dorfstraße 21 Standort KG: Haßbach       | Zweigeschoßiger stattlicher Bau mit Walmdach, der 1878 umgebaut wurde. | BDA-Hist.: Q37955703 Status: § 2a Stand der BDA-Liste: 2025-06-30 Name: Pfarrhof GstNr.: .4                                                             |
| ja   | Datei hochladen | Kath. Pfarrkirche hl. Margareta HERIS-ID: 49989 Objekt-ID: 54431                  | Kirchenplatz 1 Standort KG: Kirchau      | Pfarre urkundlich 1194 erwähnt. Im Kern mittelalterlicher Saalbau mit Westturm aus dem 14. Jahrhundert, 1854 und 1883 erfolgten neugotische Veränderungen (Erhöhung des Langhauses, Querhaus). | BDA-Hist.: Q38037403 Status: § 2a Stand der BDA-Liste: 2025-06-30 Name: Kath. Pfarrkirche hl. Margareta GstNr.: .40 Pfarrkirche Kirchau                 |
| ja   | Datei hochladen | Burg und Schloss Steyersberg HERIS-ID: 35115 Objekt-ID: 33725                     | Steyersberg 1 Standort KG: Steyersberg   | Vieltürmige Anlage mit hoch aufragendem Bergfried über stark verzogen-rechteckiger Grundfläche, von Ringmauer mit vier Ecktürmen umgeben, im Zentrum die Hochburg, im Nordwesten an der Mauer hakenförmiges „Neues Schloss“, mehrere Niveaus und Höfe, Hochburg Ende 12./Anfang 13. Jahrhundert errichtet, 2. Bauphase im Spätmittelalter, neuzeitliche und barocke Erweiterungen, 1266 urkundlich erwähnt, im 14. Jahrhundert Besitz der Herren von Kranichberg, 1386 Familie Stubenberg, 1457 Stubenberg-Wurmberg (16. Jahrhundert Umbauten im Vorhof und Unteren Hof), wechselnde Besitzer, 1600 an Ehrenreich von Wurmbrand zu Stuppach, Anfang 17. Jahrhundert Ausbau der Burg, nach 1791 gab es verschiedene Pächter. | BDA-Hist.: Q37961699 Status: Bescheid Stand der BDA-Liste: 2025-06-30 Name: Burg und Schloss Steyersberg GstNr.: .1 Burg Steyersberg                    |